# فلبرت
فلبرت (بالألمانية: Velbert) هي بلدة وبلدة ألمانية تقع في ألمانيا في متمان. يقدر عدد سكانها بـ 85,053 نسمة .

## المدن التوأمة
مدن شاتيليرولت، Corby وإيغومنيتسا هي مدن توأمة لـفلبرت.

## أعلام
- اكسل بلوك
- أوغور إيشلاك
- باول ماير
- لوثار كوش
- أندرياس لوثه